# Бестетреск
Бестетреск (швед. Bästeträsk) — озеро в Швеции, расположенное в северной части острова Готланд.
Является крупнейшим озером острова. Его площадь составляет 6,52 км², наибольшая глубина — 4,5 м.

## География

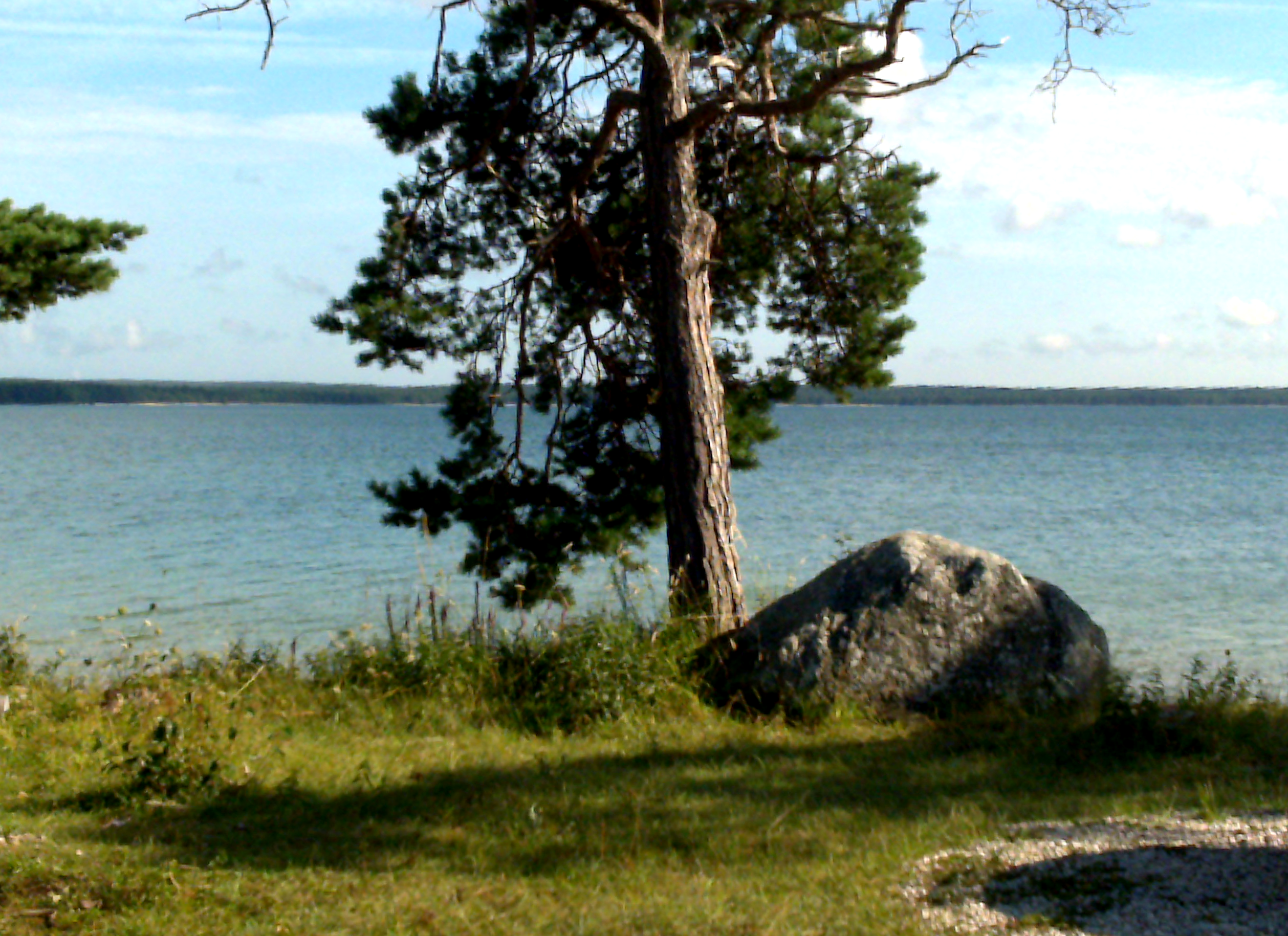
Вид на Бестетреск

По озеру раскидано несколько островков, крупнейшие из которых — Лилльхольмен и Стурхольмен — частично покрыты низкорослым сосняком. Бестетреск является заповедником, к которому относятся также 800 га окружающего его леса, торфяников и известняковых пустошей. В юго-западной части заповедника имеется небольшой участок в 15 га с лиственным лесом и луговинами — Хесслеэнгет.
Несмотря на свой размер, Бестетреск довольно-таки мелкий: самое глубокое место не превышает 4,5 м, в других частях озера глубина значительно меньше.
В окрестностях населённого пункта Ар до 1990 года добывался известняк. В настоящее время два известняковых карьера, расположенных у северной части Бестетреска, заполнены водой. Северо-западный карьер в летнее время является популярным местом купания, получившим название «Голубая лагуна».

## Флора
На озере практически отсутствуют высшие водные растения, но в его юго-западной части и к северу от Стурхольмена и Лилльхольмена встречаются тростник и меч-трава. Дно в центральной части озера покрыто харовыми водорослями.

## Фауна
Из рыб в Бестетреске встречается щука, сиг, плотва, краснопёрка, линь, подкаменщик и окунь. В 20-е годы XX века в озеро завезли раков, и сегодня в нём существует их крупная популяция. На островах гнездятся несколько сотен пар гаг.